# San Nicolas (Batangas)
San Nicolas é um município de  quinta classe de renda municipal (d) na província Batangas, nas Filipinas. De acordo com o censo de 1 de maio  de  2020 possui uma população de 23 908 pessoas e 5 209 domicílios.